# Kenza Yacoubi
 (mai 2019).
Si vous disposez d'ouvrages ou d'articles de référence ou si vous connaissez des sites web de qualité traitant du thème abordé ici, merci de compléter l'article en donnant les références utiles à sa vérifiabilité et en les liant à la section « Notes et références ».
Kenza Yacoubi, née le 28 septembre 1977 à Watermael-Boitsfort, est une femme politique belge membre du Parti socialiste résidant à Molenbeek-Saint-Jean. Elle a été députée bruxelloise pendant la législature 2014-2019, à partir de 2017, à la suite de la prise de fonction de Bourgmestre de Bruxelles par Philippe Close, qui avait alors choisi de quitter le Parlement Bruxellois.

## Biographie
Née le 28 septembre 1977, Kenza Yacoubi est issue d’une famille originaire du Maroc, installée en Belgique à la suite de la signature de l'accord bilatéral d'échange de main-d'œuvre entre la Belgique et le Maroc du 17 février 1964. Son père rejoint les rangs de la STIB tandis que sa mère enchaîne les petits boulots.

Ces petits boulots viennent s’ajouter à un autre considérable, celui de maman, en particulier lorsqu’elle se retrouve à devoir assurer, seule, l'éducation de ses quatre filles. Tout au long de sa vie, l’image de cette mère courage, forte et déterminée au parcours singulier servira de modèle pour Kenza Yacoubi. De son vécu découle la femme qu’elle est aujourd’hui, une femme engagée, combative et à l’écoute d’autrui.

Tout au long de son enfance et son adolescence, Kenza a fréquenté les maisons de jeunes et de quartier de Molenbeek-Saint-Jean – en tant que bénéficiaire puis animatrice. Elle y trouve une source d’inspiration et un moyen d’expression, notamment en participant à différents projets qui lui tiennent alors à cœur, comme la participation à une pièce de théâtre dont le thème principal porte sur la question de l'intégration. C'est durant cette période qu’elle commence à se passionner pour les débats politiques ainsi que pour la lutte sociale. 

Très vite, cette passion se transformera en action puisque Kenza participera à sa première campagne politique en 1999, à l’occasion des élections régionales bruxelloises. Son objectif étant de mettre en lumières les inégalités sociales, économiques et raciales dont les habitants de Molenbeek-Saint-Jean sont victimes. 

Son action ne passera pas inaperçu puisqu’elle intégrera, la même année, le cabinet du Secrétaire d’État chargé du Logement et de l’Énergie du Gouvernement Bruxellois,Alain Hutchinson. En 2003, c’est au sein du cabinet de la Ministre de la Justice, Laurette Onkelinx, qu’elle exercera la fonction de collaboratrice à la cellule presse.

À la suite de ces expériences professionnelles, Kenza décide de se spécialiser et obtient un bachelier d’Assistante sociale en 2007 de l’ISFSC, et un master en Criminologie en 2010 de l’ULB.
Elle exercera par la suite la fonction d’attachée parlementaire au Sénat, aux côtés de Philippe Moureaux. En parallèle, Kenza est nommée Vice-présidente du PAC (Présence et Action Culturelle de Molenbeek-Saint-Jean) en 2011.

En 2012, Kenza est élue sur la commune de Molenbeek-Saint-Jean et siège comme conseillère CPAS.

Elle co-dirige l’ASBL Bravvo en 2015.
En 2017 elle prête serment comme députée régionale au Parlement bruxellois, en remplacement de Philippe Close qui opte pour le mayorat de la Ville de Bruxelles.
Au Parlement bruxellois, Kenza Yacoubi siège au sein de la Commission de l’Environnement et de l’Énergie ; des Affaires sociales ; et la Commission chargée des questions européennes en tant que membre effective, et en Commission des Affaires intérieures et du SIAMU en tant que membre suppléante.

Elle siège également au sein de la Commission de la Santé ; du Budget, de l’Administration, des Relations internationales et des Compétences résiduaires ; et de la Commission spéciale du Budget et du Compte du Parlement au Parlement francophone bruxellois.

## Fonctions politiques
- 1999 – 2002 : Collaboratrice à la cellule presse au cabinet du Secrétaire d’État, Alain Hutchinson, chargé du Logement et de l’Énergie du Gouvernement bruxellois.
- 2002 – 2003 : Collaboratrice à la cellule presse au cabinet de la Ministre de la Justice, Laurette Onkelinx
- 2010 – 2014 : Attachée parlementaire au Sénat de Philippe MOUREAUX
- Mars 2013 – Mars 2019 : Conseillère CPAS à Molenbeek-Saint-Jean
- septembre 2017 - mai 2019 : Députée au Parlement de la Région de Bruxelles-Capitale